# Hans Fritzsche
Hans Georg Fritzsche, född 21 april 1900 i Bochum, död 27 september 1953 i Köln, var en tysk nazistisk ämbetsman, tjänsteman (Ministerialdirektor) vid propagandaministeriet.

## Biografi
Fritzsche inträdde 1924 i Hugenbergskoncernens tjänst och arbetade med redigerandet av dess utrikesnyheter samt författade utrikespolitiska ledare. År 1932 anställdes han vid tyska radion, där han lämnade översikter över den politiska pressdiskussionen. Fritzsche stod närmast den flygel bland de tysk-nationella, som ville samarbeta med nationalsocialisterna. Efter systemskiftet 1933 stannade han kvar på sin post i radion, inträdde i Nationalsocialistiska tyska arbetarepartiet (NSDAP) och utnämndes till nyhetschef för pressavdelningen vid Goebbels propagandaministerium. Han blev känd över hela Tyskland för sitt radioprogram Hier spricht Hans Fritzsche, i vilket han ofta hetsade mot judar. Åren 1933–1937 var han chef för pressavdelningens nyhetsbyrå, 1938–1942 var han chef för pressavdelningens inrikesbyrå och 1942–1945 chef för propagandaministeriets radioavdelning.
Vid krigsslutet 1945 greps Fritzsche av Röda armén och åtalades så småningom vid Nürnbergprocessen 1945–1946. Domstolen ansåg honom dock vara oskyldig till anklagelsepunkterna och frikände honom. Den ryske huvuddomaren, Iona Nikitjenko, reserverade sig dock mot domstolens beslut. Trots detta faktum dömdes Fritzsche 1947 av en tysk denazifieringsdomstol till nio års fängelse. Fritzsche släpptes 1950 ur ett arbetsläger i Eichstätt av hälsoskäl. Fritzsche publicerade två apologetiska böcker, Es sprach Hans Fritzsche (1949) och Das Schwert auf der Waage: Hans Fritzsche über Nürnberg (1953). Hans Fritzsche avled i september 1953 i sviterna av en canceroperation.